# Xbox (computerserie)
Xbox (gestileerd als XBOX) is een entertainmentmerknaam van Microsoft. In 2001 werd het gelanceerd als de naam voor de originele Xbox. Ook verschillende apps, services en producten van Microsoft worden uitgebracht onder de Xbox-naam.
De Xbox was de eerste spelcomputer van een Amerikaans bedrijf nadat de Atari Jaguar niet meer werd verkocht sinds 1996. Meer dan 24 miljoen exemplaren werden verkocht voordat de console uit de markt werd gehaald op 10 mei 2006 om zijn opvolger, de Xbox 360, over te laten nemen. De Xbox 360 werd ongeveer 77,2 miljoen keer verkocht (getal van 18 april 2013). De Xbox One werd aangekondigd op 21 mei 2013.

## Consoles
De Xbox bestaat uit een reeks van vier consoles:
- Xbox (2001-2006) (zesde generatie)
- Xbox 360 (S/E) (2005-2016) (zevende generatie)
- Xbox One (S/X) (2013-2020) (achtste generatie)
- Xbox Series (S/X) (2020-heden) (negende generatie)

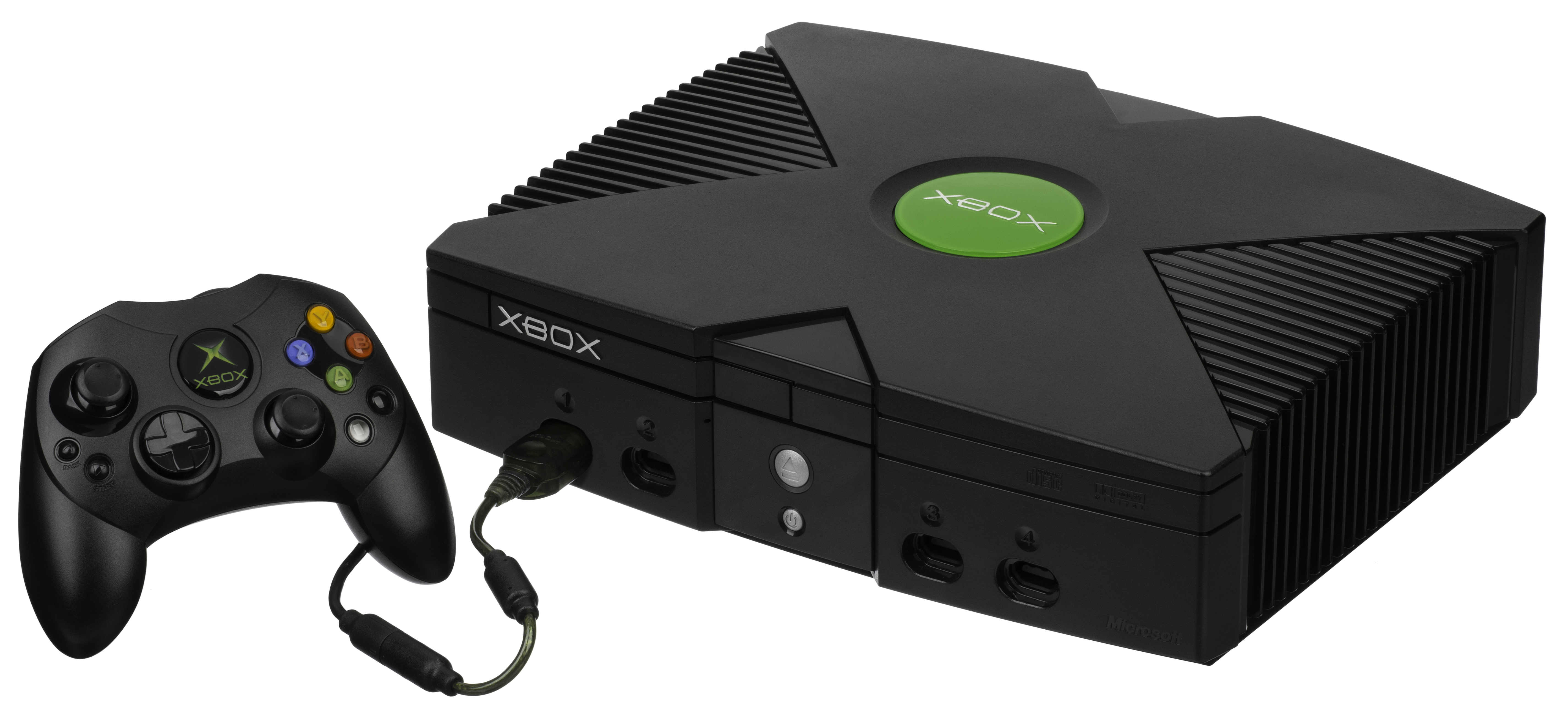
Xbox
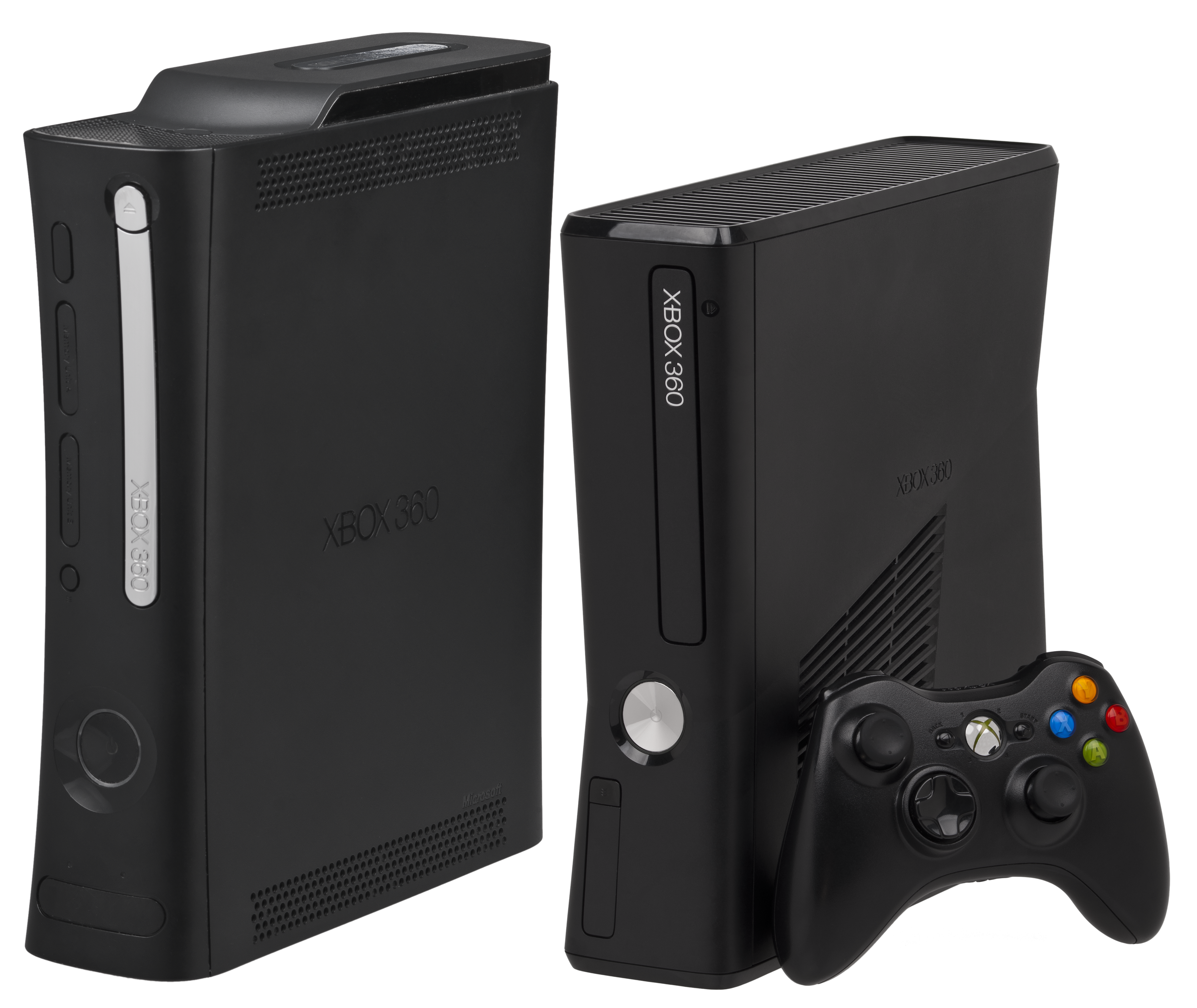
Xbox 360
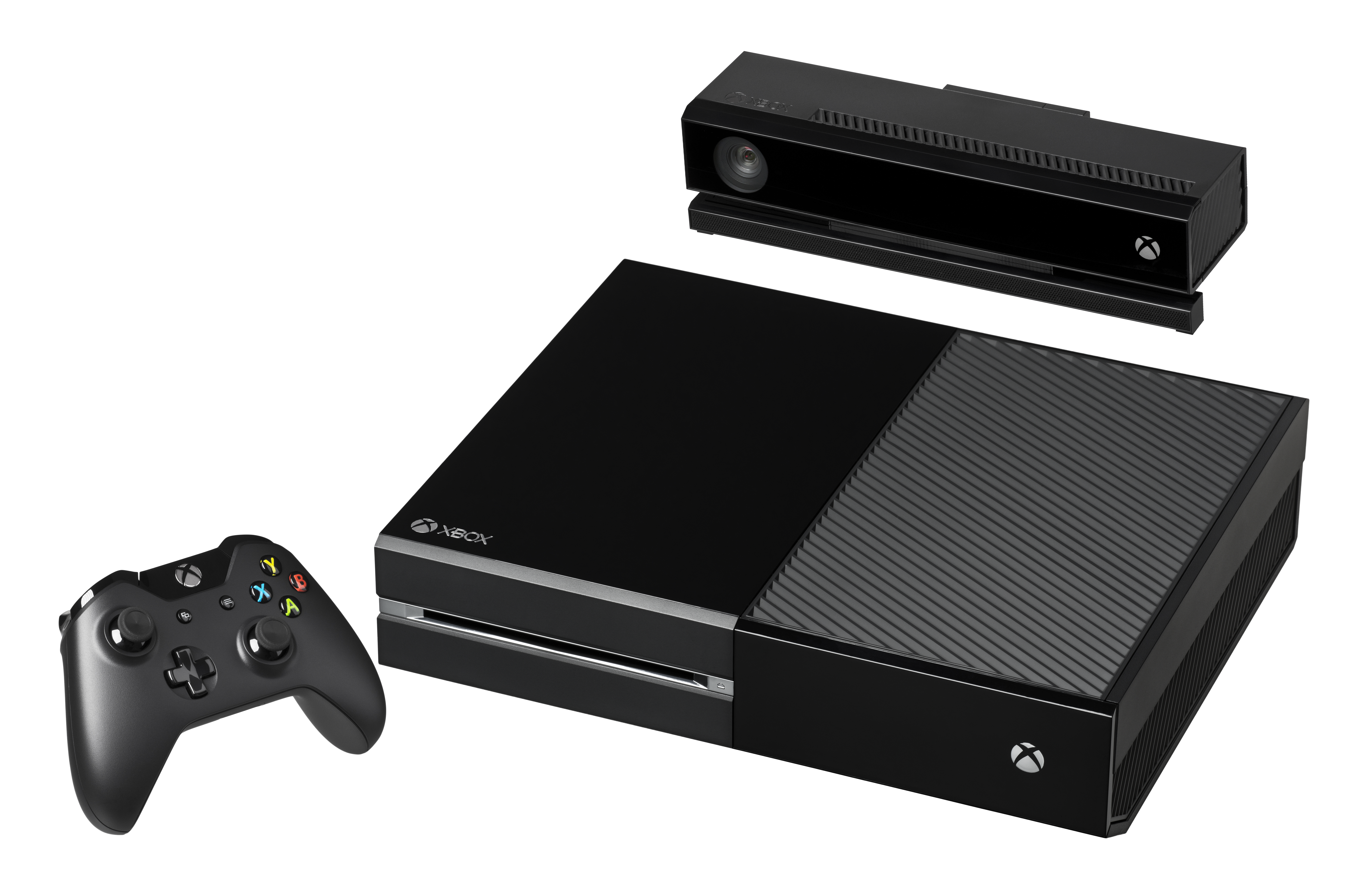
Xbox One
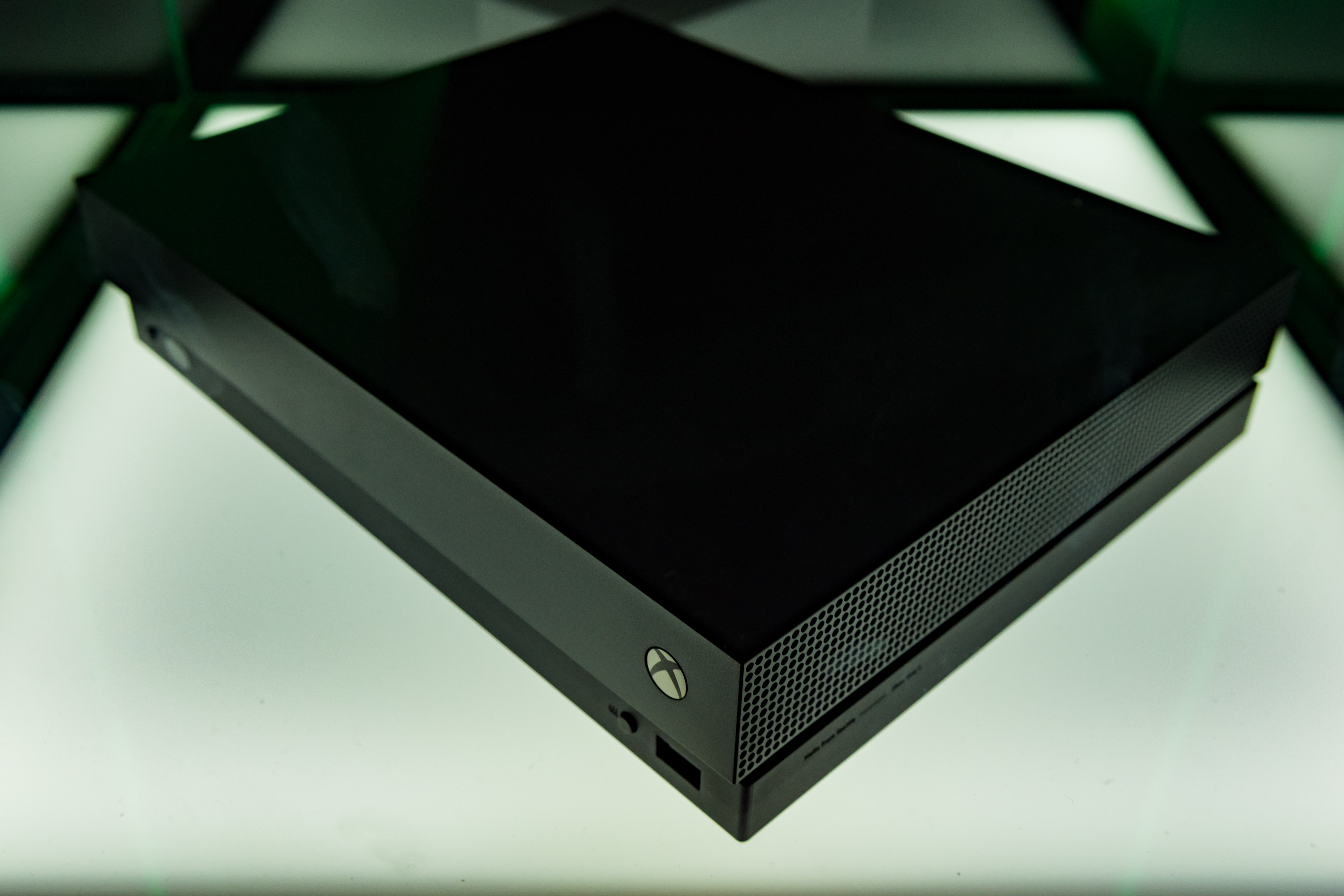
Xbox One X
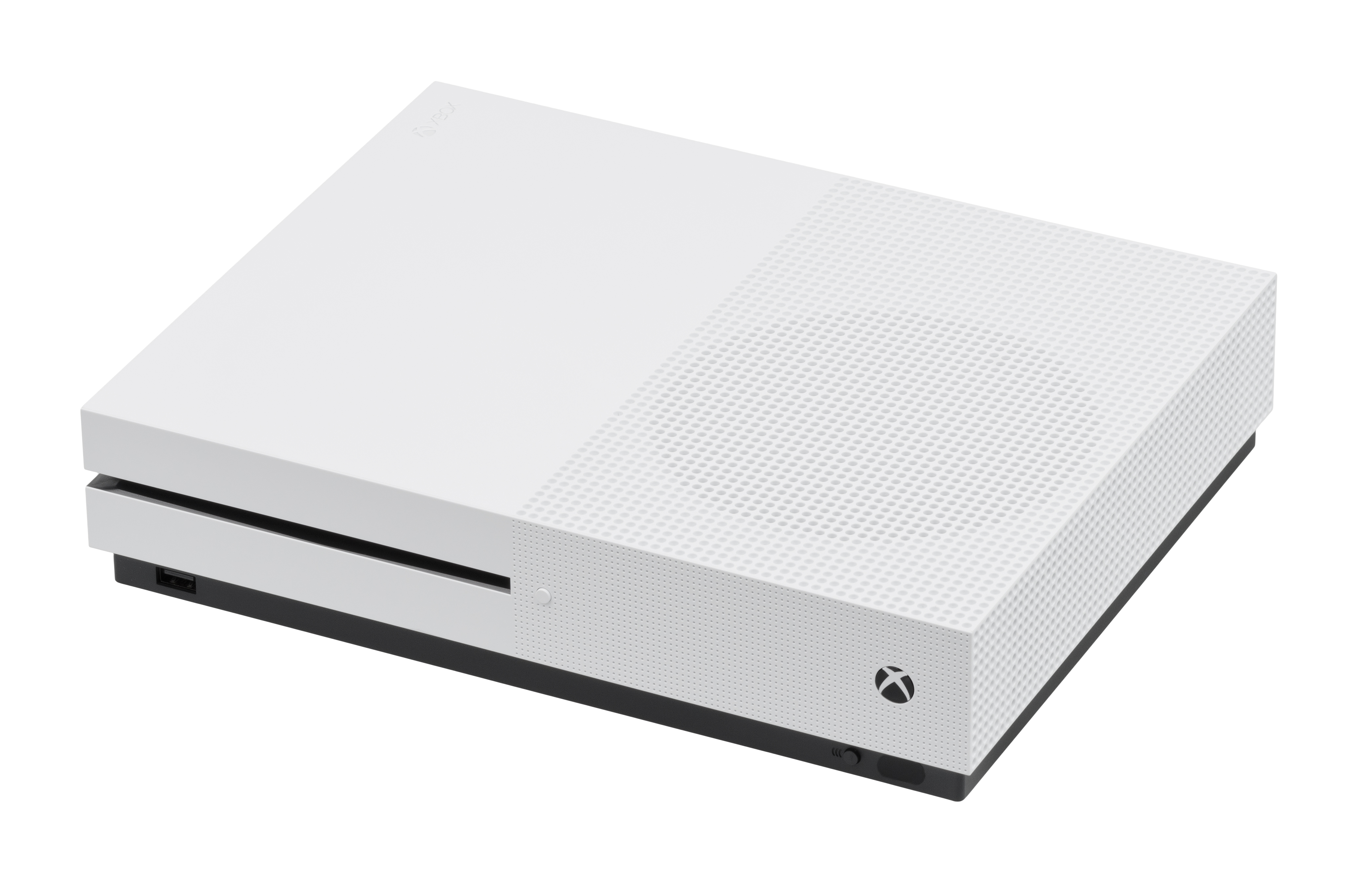
Xbox One S
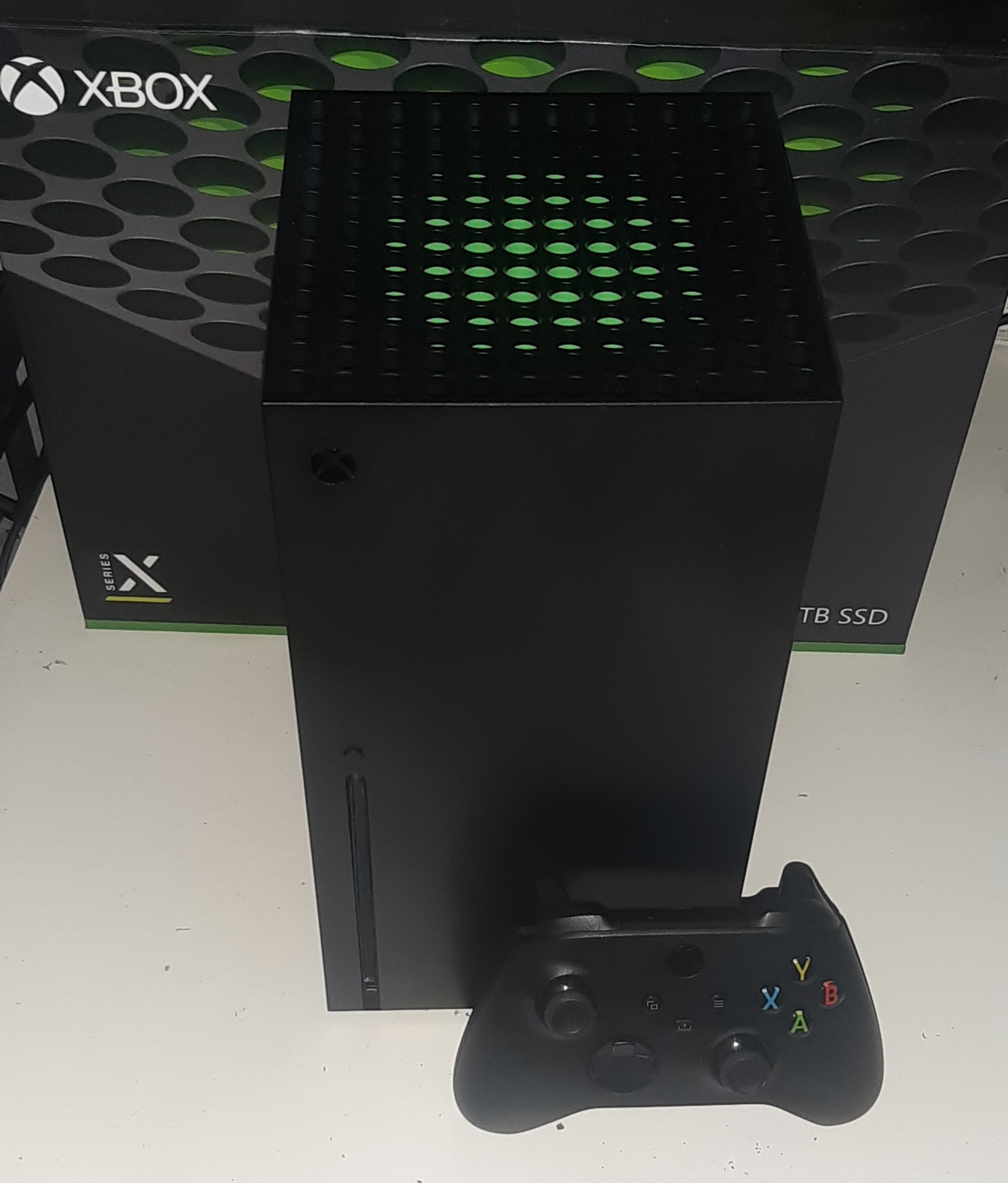
Xbox Series X
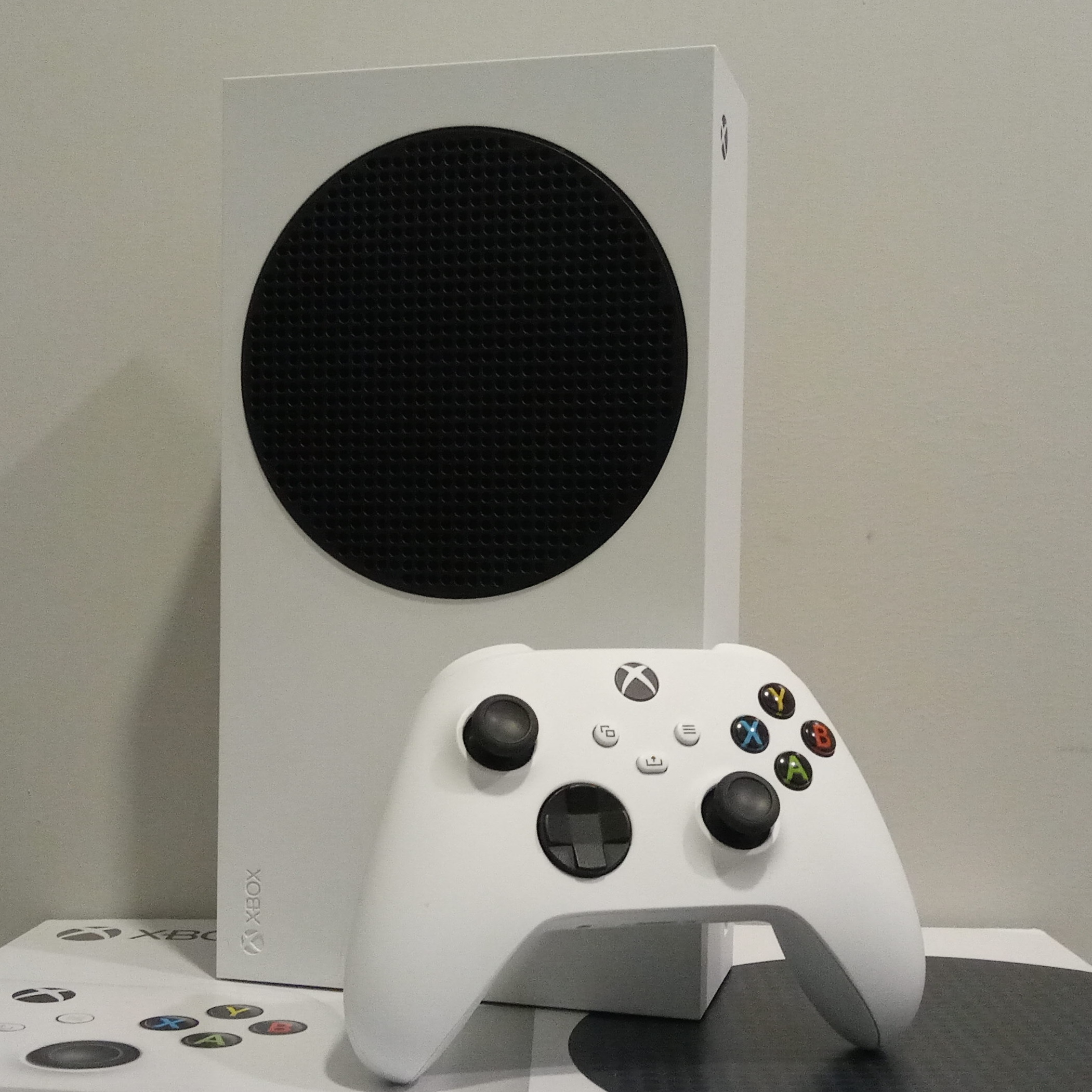
Xbox Series S

### Games
Voor iedere console uit de Xbox-reeks zijn er verschillende spellen uitgebracht. De meeste games voor de originele Xbox kunnen ook gespeeld worden op de Xbox 360. De Xbox One kan niet overweg met spellen van de eerdere generaties.
Voor Windows, Windows Phone, iOS en Android zijn er ook games uitgebracht onder de Xbox Live-noemer, hoewel dit recenter ook gewoon "Xbox" wordt genoemd. De games zijn compatibel met Xbox en kunnen daarom punten verdienen die aan het gebruikte Xbox-account worden toegevoegd. Xbox Live werd in maart 2021 hernoemd naar Xbox network.

## Services en apps
Xbox beschikt ook over verschillende services.
- Xbox Music, een dienst voor het streamen van muziek
- Xbox Video, een dienst voor het streamen van films en series
- Xbox SmartGlass, een app voor het bedienen van een Xbox op afstand
- Xbox network, voorheen Xbox Live, de service die instaat voor multiplayer games, XBLM en andere diensten
- Xbox Live Marketplace (XBLM), een online winkel voor de verkoop van Xbox-games
- Xbox Game Pass, een abonnementsdienst voor het online downloaden van Xbox-games